# Moskauer Büro für Menschenrechte
Das Moskauer Büro für Menschenrechte (MBM; russisch Московское бюро по правам человека) ist eine russische regierungsnahe Menschenrechtsorganisation. Seit der Gründung des MBM im Jahr 2002 ist Alexander Brod sein Direktor.

## Aktivitäten
Nach eigenen Angaben überwacht das MBM Menschenrechtsverletzungen in Russland und beobachtet "Fremdenfeindlichkeit, Rassendiskriminierung, Antisemitismus und religiöse Verfolgung in Regionen Russlands". Die Informationen werden im Internet und in den russischen und ausländischen Medien veröffentlicht. Das Büro veröffentlicht einen jedes Jahr einen Abschlussbericht, der der russischen Präsidialverwaltung, den Gouverneuren der Föderationssubjekte, der Generalstaatsanwaltschaft und dem Justizministerium übermittelt wird.
Das MBM unterhält Kontakte zu russischen Nichtregierungsorganisationen, dem Büro der Menschenrechtsbeauftragten der russischen Föderation, dem Menschenrechtsrat beim russischen Präsidenten, der Staatsduma, der Gesellschaftlichen Kammer, der Russischen Akademie der Wissenschaften, sowie zu nationalen und religiösen Organisationen.

## Kritik

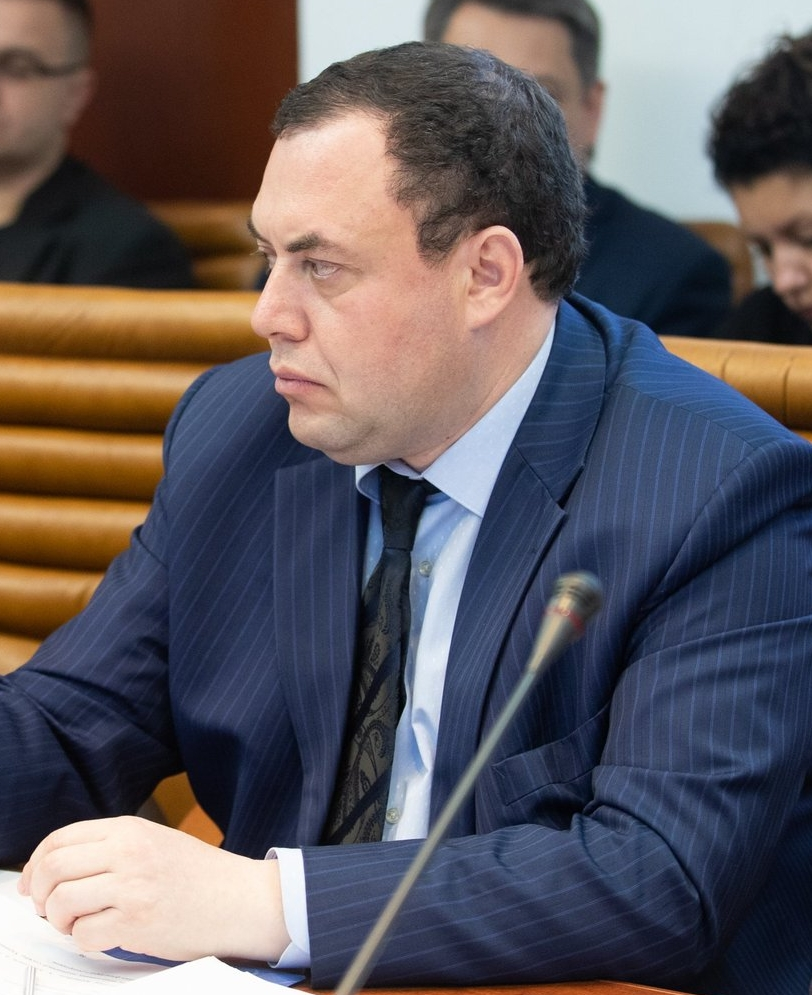
Alexander Brod, Direktor des MBM

Das MBM im Allgemeinen und besonders sein Direktor Alexander Brod standen in der Vergangenheit mehrfach in der Kritik.
Im Jahr 2005 verfassten Angehörige mehrerer Menschenrechtsorganisationen, darunter die Anti-Defamation League und das SOWA-Zentrum, einen offenen Brief. Sie bescheinigten dem MBM "viel Nützliches", besonders bei der Unterstützung von regionalen Organisationenen. Sie warfen jedoch dem MBM und insbesondere Brod eine inhaltliche Fehlausrichtung vor. So kündigte Brod beispielsweise an, Mel Gibson wegen seines Films Die Passion Christi vor Gericht zu stellen. Aktionen wie diese würden von wahren Menschenrechtsverletzungen ablenken und ein schlechtes Licht auf andere Menschenrechtsorganisationen werfen. Zudem nehme so die Aufmerksamkeit für das Thema Antirassismus in der Gesellschaft ab. Die Unterzeichner baten darum, "Brod nicht als Vertreter der Menschenrechts- und antirassistischen Bewegung in Russland wahrzunehmen" und fürchteten, das das MBM "unter der Leitung von Brod noch viel mehr Schaden anrichten wird". Brod trat nach diesen Vorwürfen nicht zurück und ist bis heute Direktor des MBM, Stand 2021.
Die oppositionelle Politikerin Walerija Nowodworskaja kritisierte Brod 2008 als zu regierungsnah. Er versuche, schlechte Menschen einsperren zu lassen und schlechte Bücher zu verbieten. Dies sei eine Aufgabe für einen Staatsanwalt; ein Menschenrechtler solle eher versuchen gute Menschen zu befreien.
Die Bundeszentrale für politische Bildung nannte das MBM 2018 eine "kremltreue" "Schein-NGO".